# Đấu tranh giai cấp

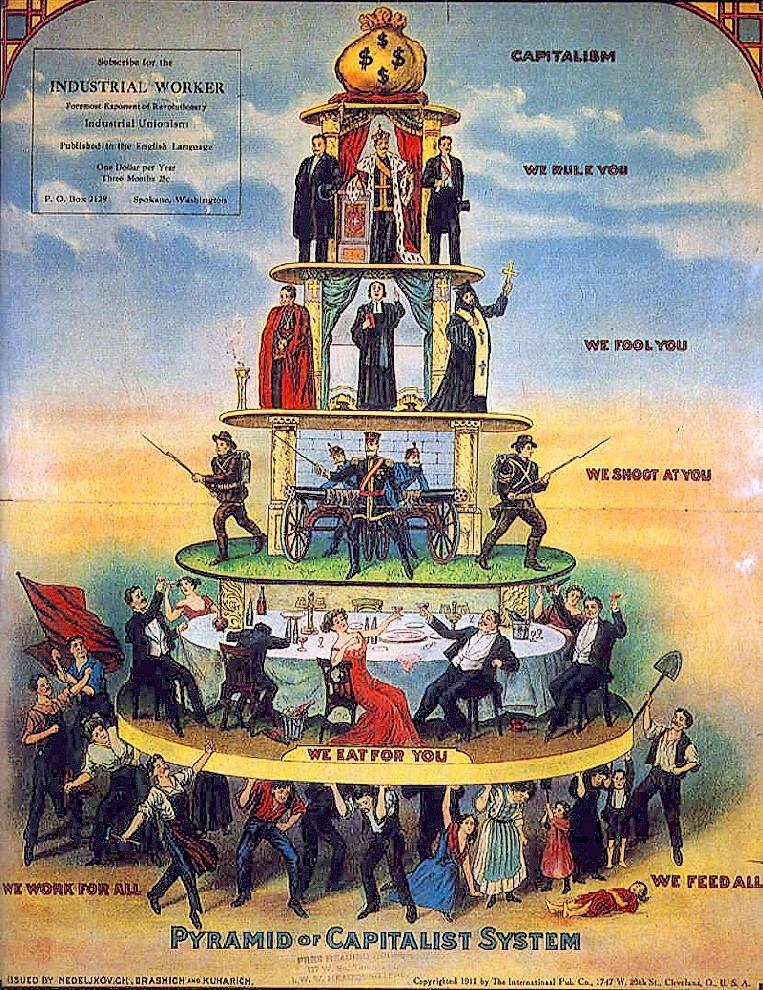
Kim tự tháp Hệ thống Tư bản (1911), cho thấy các giai tầng xã hội điển hình.

Đấu tranh giai cấp hay mâu thuẫn giai cấp là sự căng thẳng hoặc đối kháng tồn tại trong xã hội do cạnh tranh về lợi ích kinh tế xã hội và mong muốn giữa người dân của các tầng lớp khác nhau. Quan điểm cho rằng đấu tranh giai cấp cung cấp đòn bẩy cho sự thay đổi xã hội triệt để cho đa số người dân là hạt nhân các tác phẩm của Karl Marx và triết gia vô chính phủ Mikhail Bakunin. Tuy nhiên, việc phát hiện ra sự tồn tại của cuộc đấu tranh giai cấp không phải là sản phẩm của sách vở; lý thuyết của các triết gia trên dựa trên sự tồn tại có sẵn trong xã hội của cuộc đấu tranh giai cấp thời kỳ họ sống.
Đấu tranh giai cấp có thể có nhiều hình thức khác nhau: 
- bạo lực trực tiếp, chẳng hạn như các cuộc chiến tranh tranh giành các nguồn tài nguyên và lao động rẻ;
- bạo lực gián tiếp, chẳng hạn như tử vong vì nghèo đói, đói khát, bệnh tật hoặc điều kiện làm việc không an toàn;
- ép buộc, chẳng hạn như nguy cơ mất việc làm hoặc một khoản đầu tư quan trọng;
- hay ý thức hệ, hoặc là cố ý (với các sách và bài báo quảng bá chủ nghĩa tư bản) hoặc vô ý (như với việc thúc đẩy tiêu thụ thông qua quảng cáo)[cần dẫn nguồn]

Ngoài ra, có nhiều các hình thức chính trị của đấu tranh giai cấp. hợp pháp hoặc bất hợp pháp, thông qua vận động hành lang hoặc hối lộ các nhà lãnh đạo chính phủ thông qua luật cho đảng phái bao gồm luật lao động, mã số thuế, luật người tiêu dùng, luật Quốc hội hoặc thuế má. Các cuộc đấu tranh giai cấp có thể mang tính mở, như công nhân đình công với mục đích nhằm tiêu diệt một công đoàn lao động, hoặc mang tính ẩn, như công nhân cố tình giảm năng suất lao động nhằm phản đối mức lương thấp hoặc các điều kiện lao động không công bằng.

## Sử dụng
Trước đây, thuật ngữ xung đột giai cấp là thuật ngữ được sử dụng chủ yếu bởi những người theo xã hội chủ nghĩa và chủ nghĩa Marx, những người định nghĩa một giai cấp bằng mối quan hệ của nó với các phương tiện sản xuất như nhà máy, đất đai và máy móc. Từ quan điểm này, kiểm soát xã hội về sản xuất và lao động là một cuộc cạnh tranh giữa các giai cấp và việc phân chia các nguồn lực này nhất thiết liên quan đến xung đột và gây tổn hại. Nó có thể liên quan đến các cuộc đụng độ cấp thấp đang diễn ra, leo thang thành các cuộc đối đầu lớn, và trong một số trường hợp, dẫn đến sự thất bại chung của một trong những giai cấp đối kháng. Tuy nhiên, trong thời hiện đại hơn, thuật ngữ này đã có các định nghĩa mới giữa các xã hội tư bản ở Hoa Kỳ và các nước phương Tây khác.
Nhà tư tưởng vô chính phủ Mikhail Bakunin lập luận rằng cuộc đấu tranh giai cấp của giai cấp công nhân, nông dân và người nghèo có khả năng dẫn đến một cuộc cách mạng xã hội liên quan đến việc lật đổ giới cầm quyền và tạo ra chủ nghĩa xã hội tự do. Đây chỉ là một tiềm năng, và cuộc đấu tranh giai cấp, theo ông, không phải lúc nào cũng là yếu tố duy nhất hoặc quyết định trong xã hội, mà nó là trung tâm. Ngược lại, những người theo chủ nghĩa Mác cho rằng xung đột giai cấp luôn đóng vai trò quyết định và then chốt trong lịch sử của các hệ thống phân cấp dựa trên giai cấp như chủ nghĩa tư bản và chế độ phong kiến. Các nhà lý luận Mácxít coi các biểu hiện công khai của nó là chiến tranh giai cấp, một cuộc đấu tranh mà kết quả có lợi cho giai cấp công nhân được họ xem là không thể tránh khỏi dưới chủ nghĩa tư bản đa nguyên.

### Xã hội tiền tư bản
Khi các xã hội được phân chia xã hội dựa trên địa vị, sự giàu có hoặc việc kiểm soát sản phẩm và phân phối xã hội, các cấu trúc giai cấp phát sinh và do đó đồng nhất với chính nền văn minh. Nó được ghi chép rõ ràng ít nhất từ thời châu Âu cổ đại (Xung đột tầng lớp thời La Mã cổ đại, Spartacus, v.v.)  và các cuộc nổi dậy khác nhau ở châu Âu thời trung cổ và các nơi khác.
Một trong những phân tích sớm nhất về những xung đột này là tác phẩm Cuộc chiến nông dân ở Đức của Friedrich Engels. Một trong những phân tích sớm nhất về sự phát triển của giai cấp khi sự phát triển của các xung đột giữa các lớp mới nổi là tác phẩm Viện trợ lẫn nhau của Peter Kropotkin. Trong tác phẩm này, Kropotkin phân tích việc phân phối hàng hóa sau khi chết trong các xã hội tiền giai cấp hoặc xã hội thợ săn hái lượm, và cách thừa kế tạo ra sự phân chia và xung đột giai cấp ban đầu.

## Trong các xã hội tư bản

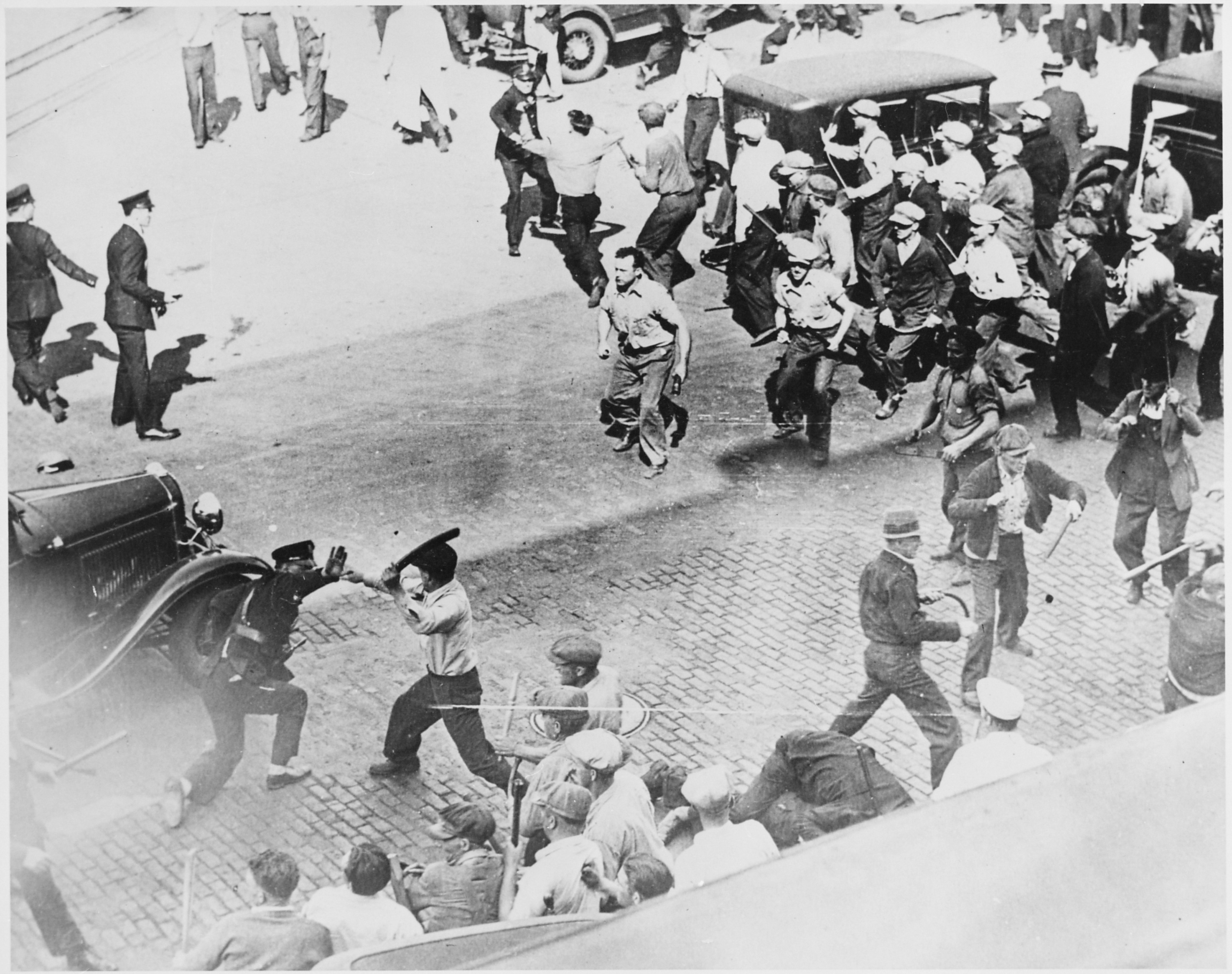
Đình công của công nhân tại Minneapolis năm 1934.

Các ví dụ điển hình của đấu tranh giai cấp được mô tả là các cuộc đấu tranh giai cấp trong các nước theo chủ nghĩa tư bản. Các triết gia cho rằng đấu tranh giai cấp xảy ra chủ yếu giữa các giai cấp tư sản và giai cấp vô sản, dưới các hình thức xung đột về giờ làm việc, giá trị tiền lương, phân chia lợi nhuận, chi phí của hàng hóa tiêu dùng, văn hóa tại nơi làm việc, kiểm soát quốc hội hoặc quan liêu, và sự bất bình đẳng kinh tế, các chủ trương quốc hữu hóa hoặc tư hữu hóa.
Việc thực hiện các chương trình đặc biệt của chính phủ có vẻ hoàn toàn nhân đạo, như cứu trợ thiên tai, thực sự có thể là một hình thức của đấu tranh giai cấp. Trong những mâu thuẫn giai cấp được ghi nhận tại Mỹ thường là mâu thuẫn nảy sinh trong các tranh chấp giữa lao động và người quản lý. Năm 1933 đại diện Edward Hamilton của ALPA (Hiệp hội Phi công Hàng không), sử dụng thuật ngữ "đấu tranh giai cấp" để mô tả mâu thuẫn giữa phi công và ban quản lý của hãng hàng không tại phiên điều trần của Hội đồng Lao động Quốc gia vào tháng 10 năm đó. Ngoài những hình thức đấu tranh giai cấp thường ngày, trong thời kỳ khủng hoảng hoặc cách mạng đấu tranh giai cấp chuyển thành các hành vi bạo lực và dẫn đến các cuộc đàn áp, hành hung, việc hạn chế các quyền tự do dân sự, bạo lực và giết người, bao gồm cả ám sát hoặc giết người hàng loạt.

## Trong các nước xã hội chủ nghĩa
Một loạt các nhà tư tưởng chủ yếu của chủ nghĩa Mác và chủ nghĩa vô chính phủ cho rằng xung đột giai cấp tồn tại ngay cả trong các nước xã hội chủ nghĩa theo kiểu Liên Xô. Những lập luận này mô tả một giai cấp xã hội mới hình thành do kết quả của hệ thống quan liêu của các đảng chính trị cầm quyền (tiếng Nga: Nomenklatura). Giai cấp này đôi khi được gọi là một "giai cấp mới" - kiểm soát các tư liệu sản xuất. Giai cấp thống trị mới này được xem là đối lập với phần còn lại của xã hội- giai cấp vô sản. Hệ thống xã hội loại này được những người chỉ trích nó gọi tên là chủ nghĩa tư bản nhà nước, chủ nghĩa xã hội nhà nước, sự quan liêu tập thể. (Cliff; Dilas 1957)
Tại Trung Quốc và Việt Nam, giai cấp tư bản mới này - có gốc gác từ các quan chức và bà con của họ - được những người chỉ trích nó gọi là "tư bản đỏ", do các doanh nhân này cũng là Đảng viên đảng cầm quyền, vốn sử dụng màu đỏ làm màu chủ đạo. Tại các nước này, doanh nghiệp nhỏ không quan tâm việc vào Đảng, nhưng giới chủ tư nhân lớn muốn có quan hệ với Đảng để tìm được các mối lợi về tài nguyên đất đai và khoáng sản.

## Quan điểm của Karl Marx

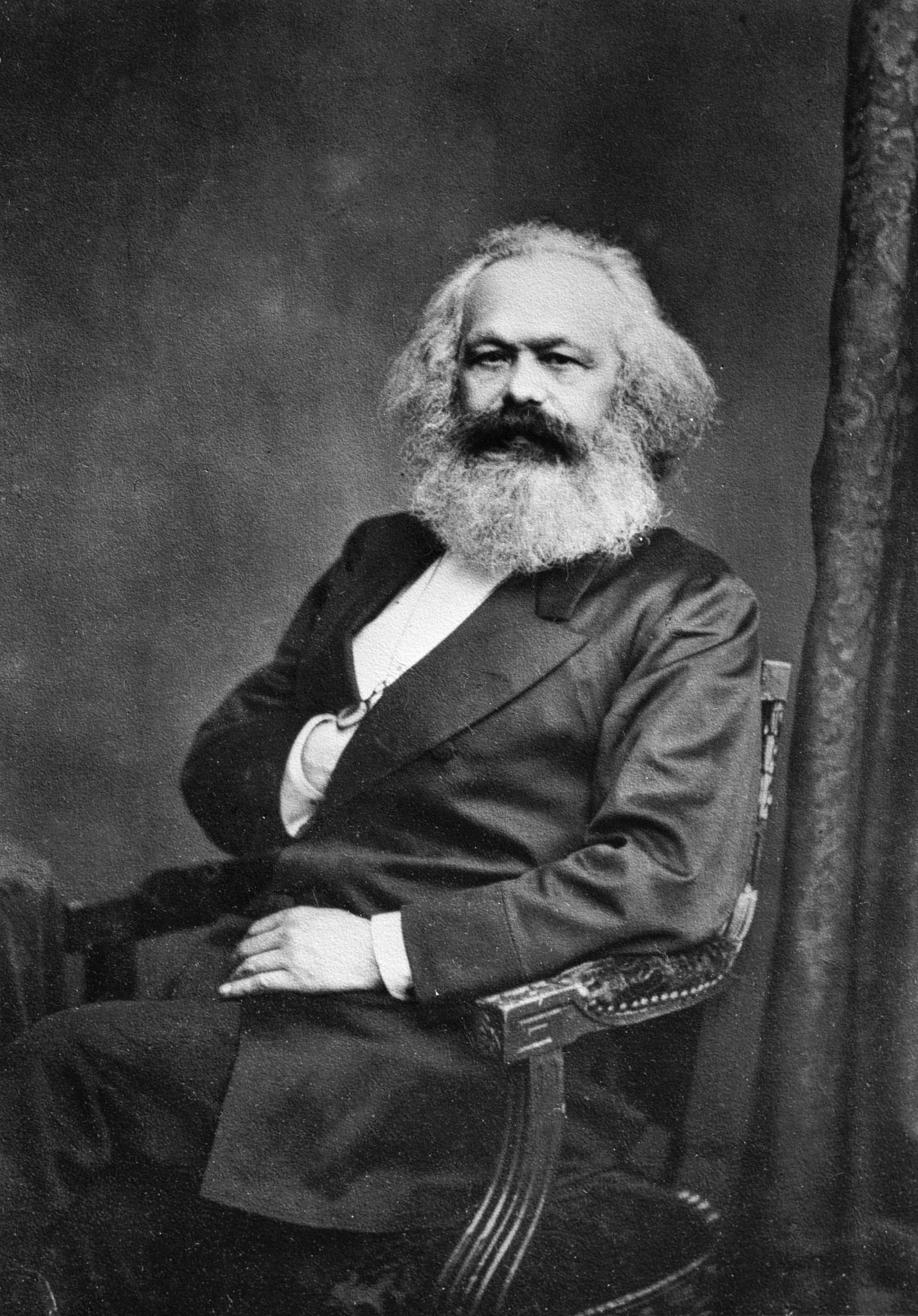
Karl Marx, triết gia cho rằng "Lịch sử tất cả các xã hội tồn tại từ trước đến ngày nay chỉ là lịch sử đấu tranh giai cấp."

Karl Marx (1818-1883) là một triết gia sinh ra ở Đức, nhưng sống phần lớn cuộc đời trưởng thành của mình ở London, Anh. Trong tác phẩm Tuyên ngôn của Đảng Cộng sản, Karl Marx đã lập luận rằng một giai cấp được hình thành khi các thành viên của nó đạt được ý thức và tinh thần đoàn kết. Điều này phần lớn xảy ra khi các thành viên của một giai cấp nhận thức được việc bị bóc lột của họ và xung đột với một giai cấp khác. Một giai cấp sau đó sẽ nhận ra lợi ích chung của họ và một bản sắc chung. Theo Marx, một giai cấp sau đó sẽ có hành động chống lại những kẻ đang lợi dụng giai cấp thấp hơn.
Những gì Marx chỉ ra là các thành viên của hai trong số hai giai cấp chính có lợi ích chung. Những lợi ích giai cấp hoặc tập thể này mâu thuẫn với toàn bộ các giai cấp khác. Điều này dẫn đến xung đột giữa các thành viên đơn lẻ của các giai cấp khác nhau.
Phân tích của Marxist về xã hội xác định hai nhóm xã hội chính: 
- Lao động (vô sản hoặc công nhân) bao gồm bất cứ ai kiếm kế sinh nhai bằng cách bán sức lao động của họ và được trả lương hoặc tiền công cho thời gian lao động của họ. Họ có ít lựa chọn nhưng phải làm việc vì tiền, vì họ thường không có cách độc lập để tồn tại.
- Tư bản (tư sản hoặc tư bản) bao gồm bất kỳ ai có được thu nhập của họ không phải từ lao động nhiều như từ giá trị thặng dư mà họ có được từ những người lao động tạo ra sự giàu có. Thu nhập của các nhà tư bản, do đó, dựa trên sự bóc lột của họ đối với các công nhân (vô sản).

Không phải tất cả các cuộc đấu tranh giai cấp đều mang tính bạo lực hoặc nhất thiết phải triệt để, như với các cuộc đình công và đóng cửa nhà máy. Thay vào đó, sự đối kháng giai cấp có thể được thể hiện như tinh thần giảm của công nhân, phá hoại, ăn cắp vặt, và lạm dụng quyền lực của cá nhân những người chủ và tích trữ thông tin. Nó cũng có thể được thể hiện trên quy mô lớn hơn như việc công nhân ủng hộ cho các đảng xã hội chủ nghĩa hoặc dân túy. Về phía người sử dụng lao động, việc sử dụng các công ty luật công đoàn và vận động hành lang cho các luật chống liên minh là các hình thức đấu tranh giai cấp.
Không phải tất cả các cuộc đấu tranh giai cấp đều mang tính đe dọa đối với chủ nghĩa tư bản, hoặc thậm chí đối với quyền lực của một nhà tư bản cá nhân. Một cuộc đấu tranh thu nhỏ để có mức lương cao hơn bởi một khu vực nhỏ của tầng lớp lao động, thường được gọi là "chủ nghĩa kinh tế", hầu như không đe dọa đến hiện trạng chung. Trên thực tế, bằng cách áp dụng các chiến thuật liên minh thủ công loại trừ các công nhân khác khỏi các ngành nghề lành nghề, một cuộc đấu tranh kinh tế thậm chí có thể làm suy yếu toàn bộ giai cấp công nhân bằng cách chia rẽ nó. Cuộc đấu tranh giai cấp trở nên quan trọng hơn trong quá trình lịch sử khi nó trở nên chung chung hơn, vì các ngành công nghiệp được tổ chức chứ không phải hình thành một cách thủ công, khi ý thức giai cấp của công nhân tăng lên, và khi họ tự tổ chức ra khỏi các đảng chính trị. Marx gọi điều này là sự tiến bộ của giai cấp vô sản từ việc trở thành một giai cấp "trong chính nó", một vị trí trong cấu trúc xã hội, trở thành một giai cấp "vì chính nó", một lực lượng tích cực và có ý thức mà có thể thay đổi thế giới.
Marx chủ yếu tập trung vào xã hội công nghiệp tư bản là nguồn gốc của sự phân tầng xã hội, cuối cùng dẫn đến xung đột giai cấp. Ông nói rằng chủ nghĩa tư bản tạo ra sự phân chia giữa các giai cấp mà phần lớn có thể thấy trong các nhà máy sản xuất. Giai cấp vô sản, bị tách ra khỏi giai cấp tư sản vì việc sản xuất đã trở thành một doanh nghiệp xã hội. Góp phần vào sự tách biệt của họ là công nghệ có trong các nhà máy. Công nghệ loại bỏ kỹ năng và khiến người lao động bị loại bỏ vì họ không còn được xem là có kỹ năng chuyên môn. Một tác dụng khác của công nghệ là lực lượng lao động đồng nhất có thể dễ dàng thay thế. Marx tin rằng cuộc xung đột giai cấp này sẽ dẫn đến việc lật đổ giai cấp tư sản và tài sản tư nhân sẽ thuộc sở hữu chung. Phương thức sản xuất sẽ vẫn còn, nhưng quyền sở hữu chung sẽ loại bỏ xung đột giai cấp.
Ngay cả sau một cuộc cách mạng, hai giai cấp sẽ tiếp tục đấu tranh, nhưng cuối cùng cuộc đấu tranh sẽ giảm dần và các giai cấp sẽ tan rã. Khi ranh giới giai cấp bị phá vỡ, bộ máy nhà nước sẽ dần biến mất. Theo Marx, nhiệm vụ chính của bất kỳ bộ máy nhà nước nào là phát huy quyền lực của giai cấp thống trị; nhưng không có giai cấp thì sẽ không cần đến nhà nước. Điều đó sẽ dẫn đến xã hội cộng sản, xã hội không có giai cấp và không có nhà nước.